# ポール・パンルヴェ
ポール・パンルヴェ（Paul Painlevé, 1863年12月5日 - 1933年10月29日）は、フランスの数学者、政治家。
1887年に高等師範学校で博士号を取得して、リール大学の教授を務めた。動く特異点を持たない方程式の分類に関する研究からパンルヴェ方程式と呼ばれる方程式のうち3つを発見した。この分類には見落としがあり、後に弟子のベルトラン・ガンビエ（Bertrand Olivier Gambier, 1879年 - 1954年）によりさらに3つの方程式が発見され、併せて6つの方程式がパンルヴェ方程式と呼ばれている。
その後、パンルヴェは共和主義社会党から政界に入り、1917年と1925年に首相に選ばれるなどし、数学から離れていった。ガンビエなどの後継者も他分野へ移るなどして、パンルヴェ方程式自体の研究は廃れてしまったが、1973年に呉大峻達によるイジング模型の研究に現れて再び注目された。
息子に科学映画監督のジャン・パンルヴェがいる。